# Al Taliaferro

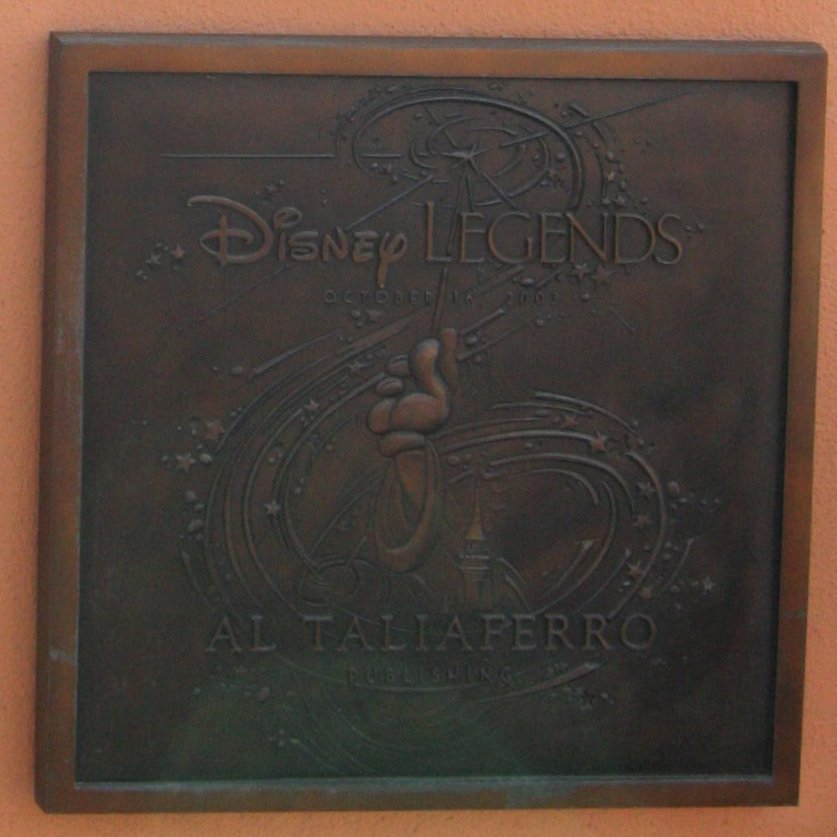
Disney-Legend-Plakette von Taliaferro

Charles Alfred Taliaferro (* 29. August 1905 in Montrose, Colorado; † 3. Februar 1969 in Glendale, Kalifornien) war ein US-amerikanischer Comiczeichner. Er zeichnete ab dem 16. September 1934 die ersten Donald-Duck-Comicstrips und gab Donald sein endgültiges Aussehen.
Al Taliaferro kam 1931 zur Walt Disney Company. Dort tuschte er, zunächst an der Seite von Floyd Gottfredson, die frühen Micky-Maus-Comics. Ab April 1932 zeichnete er die Sonntagsseiten für die Silly Symphonies. Ab 1938 zeichnete Taliaferro nach Texten von Bob Karp die Donald-Duck-Comicstrips sowie die Sonntagsseiten. Taliaferro führte unter anderem Donalds drei Neffen Tick, Trick und Track sowie Donalds Auto 313 in die Comics ein.

## Auszeichnungen
- 2003 – Ernennung zur „Disney-Legende“ („Disney-Legend“)